# Molophilus furvus
Molophilus furvus là một loài ruồi trong họ Limoniidae. Chúng phân bố ở miền Australasia.